# Rico (cartunista)
Valfrido Ricardo Martins, mais conhecido como Rico, (Manhuaçu, 14 de junho de 1977), é um cartunista, chargista e ilustrador brasileiro.

## Carreira
Rico iniciou sua trajetória como chargista em jornais locais de sua cidade natal. Em 1995, começou a publicar no jornal Diário do Aço, edição de Caratinga, e, em 1998, teve seus cartuns veiculados na revista Você S.A., da Editora Abril.
Em 1999, lançou seu primeiro livro, O rico humor de Rico, e passou a colaborar com a revista Bundas, editada por cartunistas como Ziraldo e Jaguar. No ano seguinte, começou a publicar charges diárias no jornal ValeParaibano (atualmente O Vale), de São José dos Campos. Nesse período, também contribuiu como ilustrador para publicações nacionais, como a revista Recreio, Mundo Estranho, Meu Próprio Negócio e Revista da Semana.
Em 2006, tornou-se chargista e ilustrador do jornal diário Coletivo, de Brasília, acumulando a mesma função em O Vale. No mesmo ano, lançou seu livro de charges Onde foi que eu errei?. Seus cartoons também foram publicados em veículos como O Pasquim 21 e Jornal do Brasil.

## Outros trabalhos
Além de sua atuação na imprensa, Rico ilustrou livros do professor Reinaldo Polito, especialista em comunicação, incluindo Fale muito melhor, Assim é que se fala e Seja um ótimo orador. Em janeiro de 2009, lançou a revista de histórias em quadrinhos de humor Bagaça. Em 2012, retomou sua colaboração com a revista Recreio.